# Hesselø Bugt
Hesselø Bugt är en bukt i Kattegatt utanför Själlands kust i Danmark. Den avgränsas i väster av Sjællands Odde, i öster av Gilleleje och i norr av den lilla ön Hesselø. Från bukten går Isefjorden och Roskildefjorden in i Själland. 